# Burg Raaf

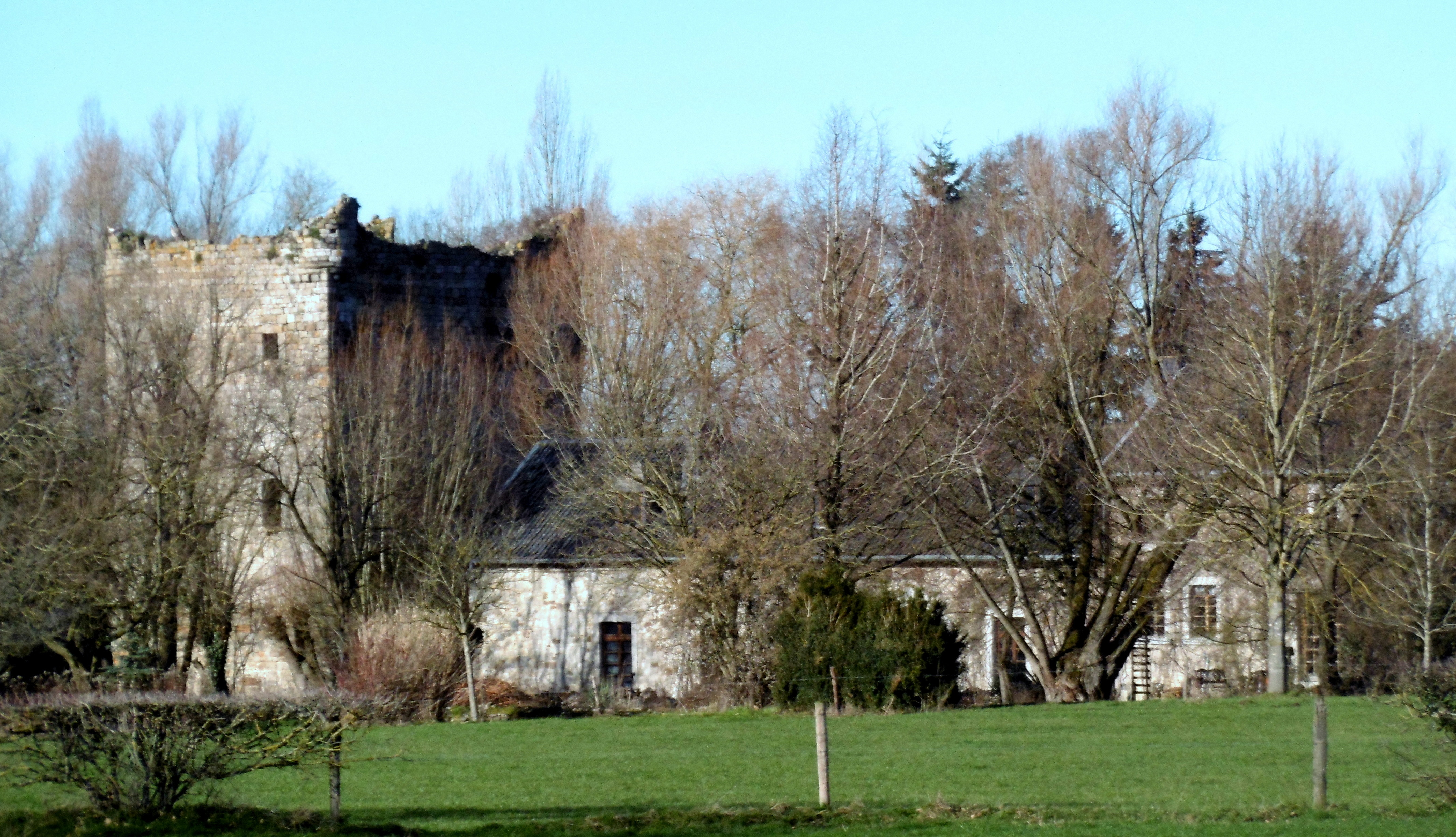
Burg Raaf, Ansicht von Nordosten

Burg Raaf, auch Burg Raaff geschrieben, ist die Ruine eines Wohnturms im Ortsteil Berlotte der belgischen Ortschaft Eynatten. Die Burg wurde Ende des 14. Jahrhunderts errichtet und befindet sich in einem sehr schlechten Zustand. Seit dem 6. Juni 1986 steht sie unter Denkmalschutz.

## Geschichte
Raaf war ein Lehen des Aachener Marienstifts und bis etwa Mitte des 14. Jahrhunderts wahrscheinlich im Besitz der Familie Rave, die der Anlage den Namen gab. Erster namentlich bekannter Besitzer war Johann Crümmel (auch Krümmel) von Eynatten, der in einem Schriftstück des Jahres 1380 genannt wurde. Ihm gehörte auch die Burg Ruyff in Henri-Chapelle. Er vermachte den Besitz seinem Sohn Diederich, der dem Vater 1439 als Burgherr nachfolgte. Bei seinem Tod 1452 kam ein Teil der Burg an Diederichs Tochter Jutta und ihren Mann Johann von Eys genannt Beusdael. Ein anderer Teil gelangte an Juttas Bruder Johann. Dessen gleichnamiger Sohn aus der Ehe mit Katharina von Schwarzenberg hatte eine Tochter: Maria, die ihren Cousin zweiten Grades, Heinrich von Schwarzenberg heiratete. Lange Zeit stritten die von Schwarzenberg mit den Krümmels um die Burg Raaf, ehe man sich 1531 schließlich einigte: Die Familie von Schwarzenberg verzichtete auf Raaf, während die Krümmels im Gegenzug auf ein Haus und Güter in Raeren verzichteten. Schlussendlich aber erwarb Maries Sohn Johann von Schwarzenberg die Burg Raaf. Seine Tochter Anna heiratete in zweiter Ehe Engelbert von Etzbach und brachte ihm ihren Teil an der Burg zu. 
Aus der Ehe der beiden ging die Tochter Christine hervor, die den Besitz durch Heirat ihrem Ehemann aus der Familie von Moers zubrachte. Aber auch Christines Bruder Reinhard besaß zeitweise einen Teil der Burg Raaf, denn 1570 erschien er in einer Urkunde als Besitzer. Schlussendlich gelangte das Anwesen aber vollständig in den Besitz der von Moers. 1647 gehörten 200 Morgen Land zur Burg, für die drei Jahre später die Kinder des Wilhelm von Moers, Johann, Kaspar, Anna Margaretha und Christina, als Besitzer verzeichnet waren. Später erschien Johann von Moers als alleiniger Besitzer. Durch die Heirat seiner Schwester Anna Margaretha gelangte die Burg an die Familie ihres Mannes, den Junker Karl von Lamboy zu Croenendael, der für 1668 als Besitzer verzeichnet war. Über seinen Sohn gelangte das Anwesen an den ältesten Enkel Engelbert von Lamboy. Nach dessen Tod bewohnte seine Witwe Françoise de Flamige die Burg allein.
Später wurde der Besitz an den Walhorner Schöffen Arnold Schmetz verkauft, dessen Witwe Katharina ihn ihrer Nichte Maria Katharina Pael vermachte. Über sie kam er an die Familie ihres Mannes Jakob Andreas Coenen. Um 1891 erbte seine Tochter Maria Katharina die Burg und brachte sie ihrem Mann Friedrich Hertzog zu. Zu jener Zeit war der alte Wohnturm schon eine halbe Ruine, denn nachdem er nur bis zu Beginn des 19. Jahrhunderts bewohnt gewesen war, wurde 1832 sein Dach aus steuerlichen Gründen demontiert und der Bau somit dem Verfall preisgegeben. Maria Katharinas und Friedrichs Kinder Adolf und Alwine erbten das Anwesen im Jahr 1907. Adolf Hertzog war beigeordneter Bürgermeister von Aachen und brachte auch den Anteil seiner Schwester in seinen Besitz, um diesen 1912 an die Brüder Heinrich und Nikolaus-Wilhelm Jennes zu verkaufen. Die beiden waren zuvor Pächter des zur Burg gehörigen Gutes gewesen.

## Beschreibung

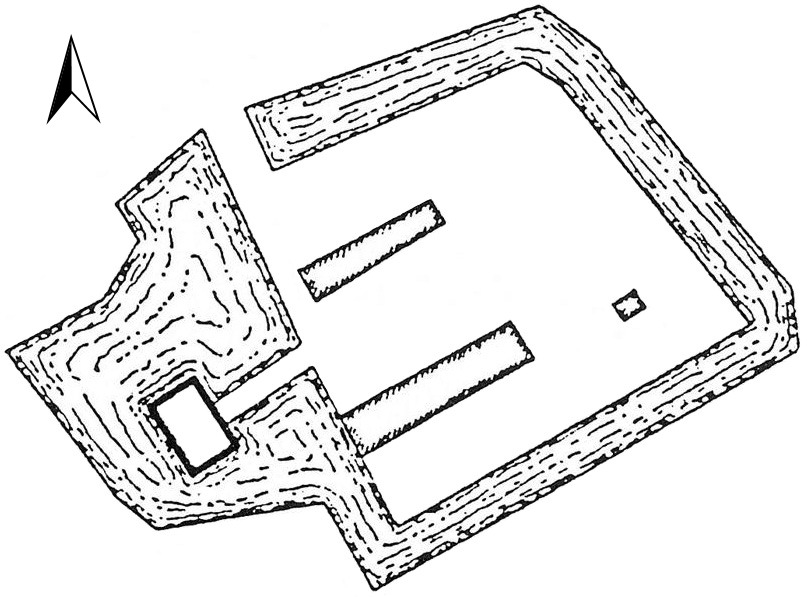
Lageplan der Burg Raaf nach dem Kataster von 1826

Das Anwesen besteht aus einem mittelalterlichen Wohnturm und einem östlich davon gelegenen Wirtschaftshof. Dieser besteht aus zwei parallel stehenden, langgestreckten Gebäuden, welche die Zufahrt zum Turm flankieren. Sie stammen ursprünglich aus dem 18. bis 19. Jahrhundert, wurden später aber stark verändert. Früher führte eine Zugbrücke über den schützenden Wassergraben zum viergeschossigen Wohnturm, der aus Bruchsandstein errichtet wurde. Die Brücke wurde später durch eine hohe Freitreppe ersetzt, die aber nicht mehr erhalten ist. Sie führte zum Haupteingang mit Oberlicht und stark profiliertem Keilstein, der sich mittig in der zum Wirtschaftshof zeigenden Nordostfassade befindet. Während diese Front drei Achsen besitzt, sind die beiden Schmalseiten nur zweiachsig. Alle zeigen meist Stichbogenfenster, die in der zweiten Hälfte des 18. Jahrhunderts ausgebrochen wurden. Ältere, kleinere Rechteckfenster sind vermauert. An der Nordwestseite finden sich die Reste eines Aborterkers. Der Wohnturm besitzt eine Grundfläche von etwa 8 × 12 Metern und ist etwa 12 Meter hoch. Neben den Resten eines aus Ziegeln bestehenden Klötzchenfrieses als oberem Abschluss besitzt der Turm an allen vier Ecken noch die Reste von vier vorkragenden Scharwachttürmchen, die auf schweren Konsolen ruhen. In seinem Inneren sind Reste von Kaminen und die Deckenkonsolen erhalten.